# ایسائو یوکیسادا
ایسائو یوکیسادا (به ژاپنی: 行定 勲، Isao Yukisada) (زادهٔ ۳ اوت ۱۹۶۸) کارگردان و فیلم‌نامه‌نویس اهل ژاپن است.